# ماریو روی

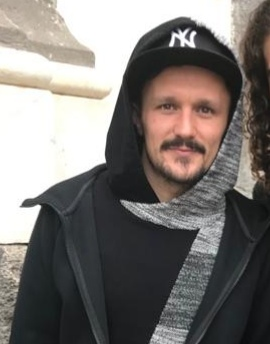
ماریو روی در سال ۲۰۱۸

ماریو روی سیلوا دواچه (پرتغالی: Mário Rui Silva Duarte؛ زادهٔ ۲۷ مهٔ ۱۹۹۱) بازیکن فوتبال اهل پرتغال است که برای باشگاه ناپولی بازی می‌کند.
از باشگاه‌هایی که در آن بازی کرده‌است می‌توان به بنفیکا، پارما، اسپزیا، امپولی و رم اشاره کرد.